# How the Mail Steamer Went Down in Mid Atlantic by a Survivor

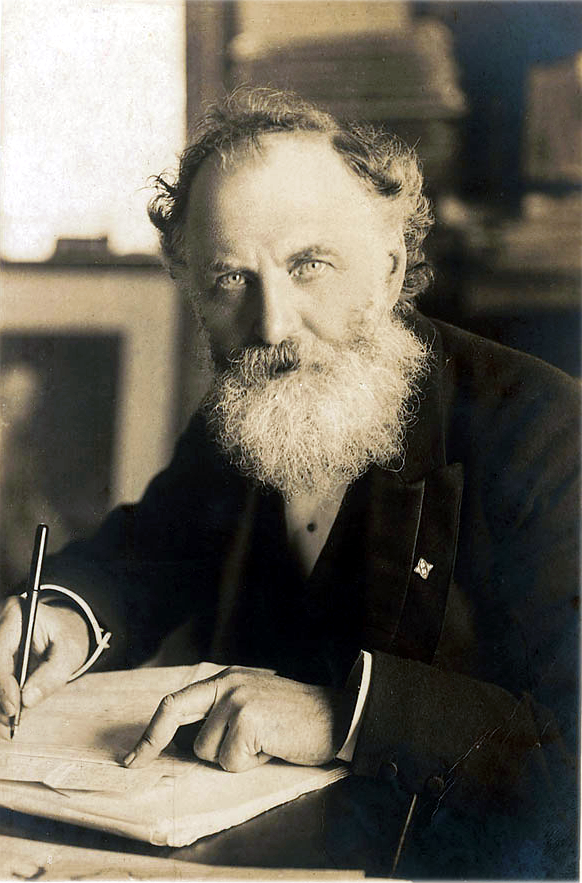
William Thomas Stead in 1905.

How the Mail Steamer Went Down in Mid Atlantic by a Survivor is een kortverhaal van de Britse onderzoeksjournalist en krantenredacteur William Thomas Stead dat op 22 maart 1886 verscheen in The Pall Mall Gazette en gaat over een oceaanlijner die zinkt op zee. Stead voegde aan zijn kortverhaal volgende redactionele opmerking toe: "Dit is precies wat er kan gebeuren en zal gebeuren als oceaanlijners de zee worden gestuurd zonder reddingssloepen." Jaren later, op 14 april 1912, zou Stead zelf omkomen bij de ramp van de RMS Titanic.